# Yutaka Tanaka
Yutaka Tanaka (田中・ユタカ, Tanaka Yutaka), né le 8 septembre 1966 au Japon, est un mangaka principalement connu pour ses ecchi. Il publie actuellement Mimia Hime.

## Publications
- Ai-Ren, 5 volumes
- Itaike na Darling, 1 volume
- Kimochii Hakken, 1 volume
- Shoya Bâjin Naito, 2 volumes
- Virgin Night, 2 volumes
- Mimia Hime, one shot
- Mimia Hime, 2 volumes (en cours)
- Itoshi no Kana, 3 volumes (série terminée en 2009)